# Intelligenzaktion

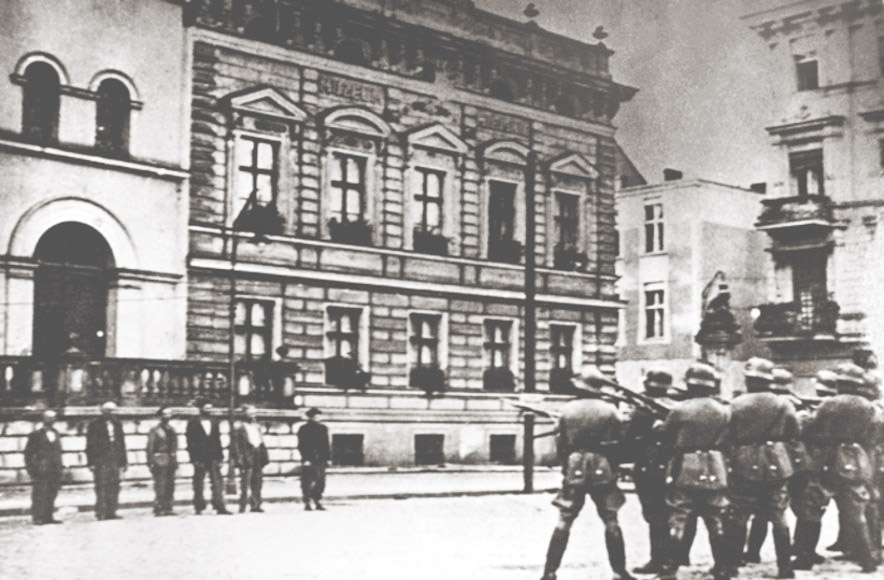
Němečtí vojáci se chystají zastřelit polské rukojmí v Bydhošti (9. 9. 1939)

Intelligenzaktion byla genocidní akce nacistického Německa zaměřená na polskou elitu (především inteligenci – učitelé, duchovní, atd.) v rámci eliminace potenciálně nebezpečných elementů polské společnosti. Byla jedním z prvních opatření Generalplanu Ost. Důsledkem této operace bylo zavražděno 60 000 až 100 000 lidí. Intelligenzaktion začala brzy po německé invazi do Polska a trvala do jara 1940. Prolínala se s operací Tannenberg. Pokračovala pak německou AB-Aktion v Polsku.

## Cíl
Polské elity byly považovány za „vůdce“ národa – nežádoucí vlastnost, která by mohla být příčinou toho, že se Poláci vzepřou svým německým pánům. Sám Hitler rozhodl:
Velitel musí upozornit na to, že Poláci mohou mít pouze jednoho pána, a tím pánem je Němec; dva páni bok po boku nemohou a nesmí existovat; proto by měli být všichni představitelé polských vzdělanců odstraněni (umbringen). Zní to drsně, ale takové jsou zákony života.

Elita polské společnosti byla považována nacistickými rasovými teoriemi za „německou krev“, protože se jejich styl rázného vedení odlišoval od slovanského fatalismu. Jejich odstranění však bylo z nacistického pohledu nutné, aby bylo svrženo vedení polského národa a tím podlomena jeho vůle se bránit. Dále kvůli jejich vlastenectví a nenávisti vůči Německu, které by zabránily totální germanizaci. Mimoto "německá krev" nesmí být využívána ve službě cizímu národu. Jejich děti byly cílem únosů a poněmčení. Nacisté věřili, že takové opatření zabrání oživení jakékoli inteligence.

## Způsob realizace
Akce byla realizována komandy smrti SS – Einsatzgruppen a paramilitantní organizací německé menšiny v Polsku – Selbstschutz. Zúčastněné jednotky byly informovány svými veliteli, že jejich úloha bude mnohem obtížnější než jen boj v bitvě. Musely potlačit bránící se obyvatelstvo nebo vykonávat popravy.
Cílem této akce bylo odstranění polské společenské elity, která byla definovaná velmi široce: šlechtici, vzdělanci, učitelé, duchovní, soudci, političtí aktivisté a kdokoli, kdo navštěvoval střední školu. Lidé byli zatýkáni v souladu s „říšským seznamem nepřátel“ – Sonderfahndungsbuch Polen, který byl připraven před válkou členy německé menšiny žijící v Polsku spolu s německou výzvědnou službou.

## Regionální akce
- Intelligenzaktion Pommern – v regionální akci v Pomořském vojvodství bylo zavražděno 23 000 Poláků[7]
- Intelligenzaktion Posen – 2 000 obětí z Poznaně
- Intelligenzaktion Masovien – v regionální akci v Mazovském vojvodství v letech 1939 – 1940 bylo zavražděno 6 700 lidí z Ostrołęka, Wyszków, Ciechanów, Wysokie Mazowieckie, Giełczyn nedaleko města Łomża
- Intelligenzaktion Schlesien – v regionální akci ve Slezském vojvodství v roce 1940 bylo zavražděno 2 000 Poláků
- Intelligenzaktion Litzmannstadt – akce v Lodži roku 1939 vyústila v zastřelení 1 500 lidí
- Sonderaktion Krakau – 183 profesorů z Jagellonské univerzity bylo deportováno do Sachsenhausenu
- Zweite Sonderaktion Krakau
- Sonderaktion Tschenstochau – v Čenstochové
- Sonderaktion Lublin – v regionální lublinské akci bylo zavražděno 2 000 lidí, většina z nich byli duchovní
- Sonderaktion Bürgerbräukeller – v Lodžském vojvodství